# Green Day
Green Day é uma banda de punk rock dos Estados Unidos formada em 1986, em East Bay, Califórnia. A banda é composta por 3 membros: Billie Joe Armstrong (guitarra e vocais), Mike Dirnt (baixo e vocais) e Tré Cool (bateria). A banda foi formada no início de 1986 com o nome de The Sweet Children, com o baterista Al Sobrante. Em 1989, a banda mudou para o nome atual, logo após lançou o seu primeiro álbum de estúdio 39/Smooth. É considerada como uma das bandas expoentes do pop punk, subgênero do punk rock.
Foi um dos grupos que nasceram no clube 924 Gilman Street, lugar frequentado por bandas de punk rock. Suas primeiras publicações foram feitas pela gravadora Lookout! Records. Graças às vendas de sucesso de seus primeiros álbuns, obteve-se um número significativo de fãs. Alguns anos mais tarde, em 1994, o grupo assinou com a Reprise Records. Esta gravadora lançou o aclamado Dookie, o novo álbum do grupo que levou o som do final dos anos 1990 para a nova geração. Além disso, o álbum se tornou um sucesso internacional e já vendeu mais de 20 milhões de cópias em todo o mundo.
O Green Day, junto com outras bandas como Sublime, The Offspring e Rancid, produziu o renascimento e popularização de grande interesse do punk rock nos Estados Unidos, e da própria cultura. É uma das principais bandas do movimento pop punk.
A banda já vendeu cerca de 85 milhões de cópias em todo o mundo e 25 milhões só nos Estados Unidos. Em 2010 estreou uma adaptação musical do álbum American Idiot, na Broadway. O musical foi indicado ao Tony Awards, incluindo Melhor Musical, vencendo dois e recebeu críticas positivas. Em meados de 2011 a revista Kerrang! nomeou o Green Day como a segunda banda mais influente dos últimos 30 anos, atrás apenas de Metallica. Ficaram em 91° na lista dos "100 Maiores Artistas de Todos os Tempos" do canal de televisão VH1. Em 2014 foram introduzidos para o Rock and Roll Hall of Fame 2015.
O grupo ganhou cinco Grammy: Melhor Álbum Alternativo para Dookie, Melhor Álbum de Rock para American Idiot, Gravação do Ano para Boulevard of Broken Dreams, pela segunda vez Melhor Álbum de Rock para 21st Century Breakdown e Melhor Álbum de Show Musical para a versão teatro musical de American Idiot (musical).

## História

### Formação e anos Lookout!: 1986–1993
Mike Dirnt e Billie Joe Armstrong se conheceram aos 10 anos de idade, pouco antes do pai de Billie morrer de câncer. Dirnt foi um dos poucos amigos de Billie que chegou a conhecer seu pai. Quando Mike completou 15 anos, ele se mudou para a casa de Billie e, os dois, para se sustentar, começaram a trabalhar de ajudantes de garçom no Rod's Hickory Pitt. No ano de 1987, Billie, Mike e o baterista Sean Hughes fundaram uma banda, e a batizaram de The Sweet Children. Uma de suas primeiras canções escritas juntos foi "Best Thing in Town". O primeiro show deles aconteceu no dia 17 de outubro daquele ano, no Rod's Hickory Pit em Vallejo, Califórnia, onde a mãe de Armstrong trabalhava. Em 1988, Armstrong e Dirnt começaram a trabalhar com o ex-baterista do Isocracy, John Kiffmeyer, também conhecido como Al Sobrante. Kiffmeyer atuou como baterista e gerente de negócios da banda, organizando shows e ajudando-lhes a estabelecer uma base de fãs.
Pouco tempo depois, fizeram um show em um clube chamado Gilman Street. Algum tempo depois, Larry Livermore, produtor musical e dono da Lookout! Records, viu a banda tocar, e logo eles conseguiram assinar 
contrato com a gravadora. Em 1989, o Green Day grava seu primeiro EP, intitulado 1,000 Hours. Antes de 1,000 Hours ser lançado, eles abandonaram o nome The Sweet Children, de acordo com Livermore isso foi feito para evitar confusão com outra banda local, Sweet Baby. Por conta disso, mudaram o nome para "Green Day", uma referência ao gosto dos membros por cannabis.
A Lookout! lançaria no início de 1990 o primeiro LP da banda, 39/Smooth. Na sequência mais dois discos lançados, os EP Slappy e The Sweet Children, o último incluiu algumas canções antigas que haviam sido gravadas para a gravadora Skene! Records, de Minneapolis. Em 1991, lançaram o álbum 1,039/Smoothed Out Slappy Hours, uma compilação dos EP Slappy, Sweet Children e 1,000 Hours. No final de 1990, logo após a primeira turnê nacional da banda, o baterista Sobrante anunciou sua saída do grupo para frequentar a faculdade. Com a saída de Al, o Green Day chamou um baterista substituto temporário, Dave E.C., que tem créditos na canção "2000 Light Years Away". Quando se preparavam para gravar seu segundo álbum, eles chamaram um outro baterista, Tré Cool agora fazia parte do grupo, e a formação final do Green Day estava completa. A banda saiu em turnê em 1992 e 1993, com uma passagem pela Europa. Em 1992, Kerplunk foi lançado e a reputação da banda cresceu tornando-a mais produtiva da Lookout! Records.

### Inovação e sucesso: 1994–1996
Com o sucesso de Kerplunk, o Green Day chamou a atenção das grandes gravadoras, e em abril de 1993 eles deixam sua gravadora e foram contratados pela Reprise Records, depois de atrair a atenção do produtor Rob Cavallo. Refletindo sobre o período, Armstrong disse à revista Spin em 1999, "Eu não poderia voltar à cena punk, ou nós éramos o maior sucesso do mundo ou o maior fracasso… A única coisa que eu poderia fazer era subir em minha moto e seguir em frente." Depois de assinar com a Reprise, a banda começou a trabalhar na gravação de seu álbum de estreia na gravadora, Dookie. Lançado em fevereiro de 1994, e gravado em três semanas, Dookie tornou-se um sucesso comercial, com o apoio da MTV sobre as canções "Longview", "Basket Case" e "When I Come Around", todas que alcançaram a primeira posição na parada musical Billboard Modern Rock Tracks. Naquele ano, o Green Day embarcou em uma turnê nacional, com a banda Pansy Division abrindo o show. Em um concerto no Boston Esplanade no dia 9 de setembro de 1994, houve uma confusão, e no fim do tumulto, 100 pessoas ficaram feridas e 45 detidas. A banda também se apresentou no festival de música alternativa Lollapalooza.
No festival musical Woodstock '94, o Green Day foi convidado para fazer uma apresentação, o evento estava sendo transmitido ao vivo em pay-per-view para todo o território dos Estados Unidos e em vários outros países. A apresentação do Green Day atraiu o olhar de telespectadores para aquela banda de punk rock com cabelos coloridos e letras engraçadas. Mas o que marcou a apresentação foi a guerra de lama realizada pelos integrantes da banda, que incentivavam o público a jogarem lama neles. O palco se viu tomado no verdadeiro caos em meio a músicas e lama voando para todos os lados, tanto que no final do show as pessoas começaram a subir no palco, quebrando a barreira de segurança e, no meio dessa confusão, o baixista Mike Dirnt foi confundido com um invasor e acabou sendo derrubado por um dos seguranças perdendo dois dentes. Mas a apresentação no festival, ainda auxiliado pela publicidade e reconhecimento crescente da banda, ajudou a empurrar o seu álbum para o status de diamante. Em 1995, Dookie ganhou o Grammy Award de "Best Alternative Album" (Melhor Álbum Alternativo) e a banda foi indicada para nove prêmios no MTV Video Music Awards, incluindo "Video of the Year" (Vídeo do Ano).
Em 1995, um novo single foi lançado e incluído na trilha sonora do filme Angus, intitulado "J.A.R.". O single foi direto para a primeira posição na parada Billboard Modern Rock Tracks. A canção foi seguida pelo novo álbum da banda, Insomniac, que foi lançado no outono de 1995. Contudo, o sucesso repentino levou a comunidade punk rock a chamar a banda de vendidos. Insomniac foi uma resposta muito mais agressiva e mais pesada da banda, em comparação com o pop, e mais melódico Dookie. Insomniac recebe uma calorosa recepção da crítica, ganhando 4 de 5 estrelas da revista Rolling Stone. Os singles lançados do álbum foram "Geek Stink Breath", "Brain Stew/Jaded", "Walking Contradiction" e "Stuck with Me". Embora o álbum não tenha chegado nem perto do sucesso de Dookie, ele ainda vendeu dois milhões de cópias nos Estados Unidos. Em 1996, Insomniac rendeu à banda indicações no American Music Awards nas categorias "Favorite Artist" (Artista Favorito), "Favorite Hard Rock Artist" (Artista Favorito de Hard Rock) e "Favorite Alternative Artist" (Artista Alternativo Favorito), e o vídeo de "Walking Contradiction" recebeu uma indicação ao Grammy de "Best Video, Short Form" (Melhor Vídeo, Forma Curta), além de uma indicação de "Best Special Effects" (Melhor Efeitos Especiais) no MTV Video Music Awards. Depois disso, a banda cancelou abruptamente uma turnê europeia, citando a exaustão.

### Queda na popularidade: 1997–2002
Depois de fazer uma pausa em 1996, o Green Day começou a trabalhar em um novo álbum em 1997. Desde o início, tanto a banda quanto o produtor Cavallo concordaram que o álbum tinha que ser diferente de seus lançamentos anteriores. O resultado foi Nimrod, que marcou uma mudança de direção para a banda. O novo álbum foi lançado em outubro de 1997. Nele aparece uma variedade de gêneros, como pop-punk, surf rock, ska e uma balada acústica. O sucesso de "Good Riddance (Time of Your Life)", levou a banda à ganhar um MTV Video Music Awards de "Best Alternative Video" (Melhor Vídeo Alternativo) para o vídeo da canção. Os outros singles lançados do álbum foram "Nice Guys Finish Last", "Hitchin' a Ride" e "Redundant".
Em 2000, o Green Day lança Warning, mais um passo no estilo que eles tinham insinuado com Nimrod, neste álbum entrava em cena um estilo mais politizado da banda. Apesar de ter produzido os hits "Minority" e "Warning", alguns críticos chegavam à conclusão de que a banda estava perdendo relevância, e seguido de uma queda na popularidade. Apesar de todos os álbuns anteriores do Green Day terem atingido platina dupla, Warning só foi certificado disco de ouro.
No prêmio California Music de 2001, o Green Day ganhou oito prêmios, "Outstanding Album" (Álbum de Destaque) e "Outstanding Punk Rock/Ska Album" (Álbum de Destaque de Punk Rock/Ska) por Warning, "Outstanding Group" (Grupo de Destaque), "Outstanding Male Vocalist" (Vocalista Masculino de Destaque), "Outstanding Bassist" (Baixista de Destaque), "Outstanding Drummer" (Baterista de Destaque), "Outstanding Songwriter" (Compositor de Destaque) e "Outstanding Artist" (Artista de Destaque).
Ainda neste ano, é lançado a coletânea dos maiores êxitos da banda, International Superhits!, seguido da coleção de vídeos musicais International Supervideos!. Em 2002, é lançado a coletânea Shenanigans, que continha alguns b-sides da banda, incluindo "Espionage", que fez parte da trilha sonora do filme Austin Powers - O Agente Bond Cama, que foi indicada para um Grammy de "melhor performance de rock instrumental".

### American Idiote sucesso renovado: 2003–2006

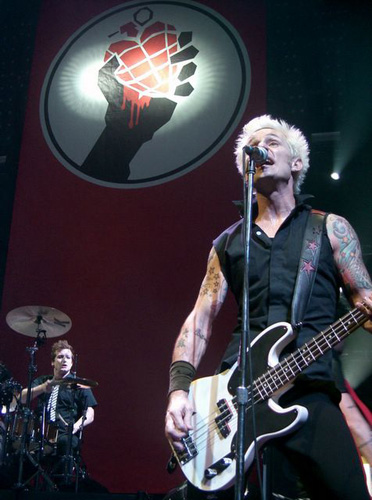
Tré Cool (lado esquerdo) e Mike Dirnt (lado direito) em um show em 27 de julho de 2005.

No verão de 2003, a banda entrou em estúdio para escrever e gravar o novo material para um novo álbum, que seria intitulado Cigarettes and Valentines. Após completarem 20 faixas, as fitas master foram roubadas do estúdio. A banda escolheu não tentar recriar o álbum roubado, mas ao invés disso, começou tudo de novo. Em novembro, o Green Day colaborou com Iggy Pop em duas faixas de seu álbum Skull Ring. Em 1 de fevereiro de 2004, uma nova canção, um cover de "I Fought the Law" fez sua estreia em um comercial do iTunes durante o NFL Super Bowl XXXVIII.

Em 21 de setembro, sai o álbum American Idiot, estreando em primeiro lugar nas paradas da Billboard, sendo a primeira vez que um álbum da banda alcança o topo, apoiado pelo êxito do primeiro single do álbum, "American Idiot".

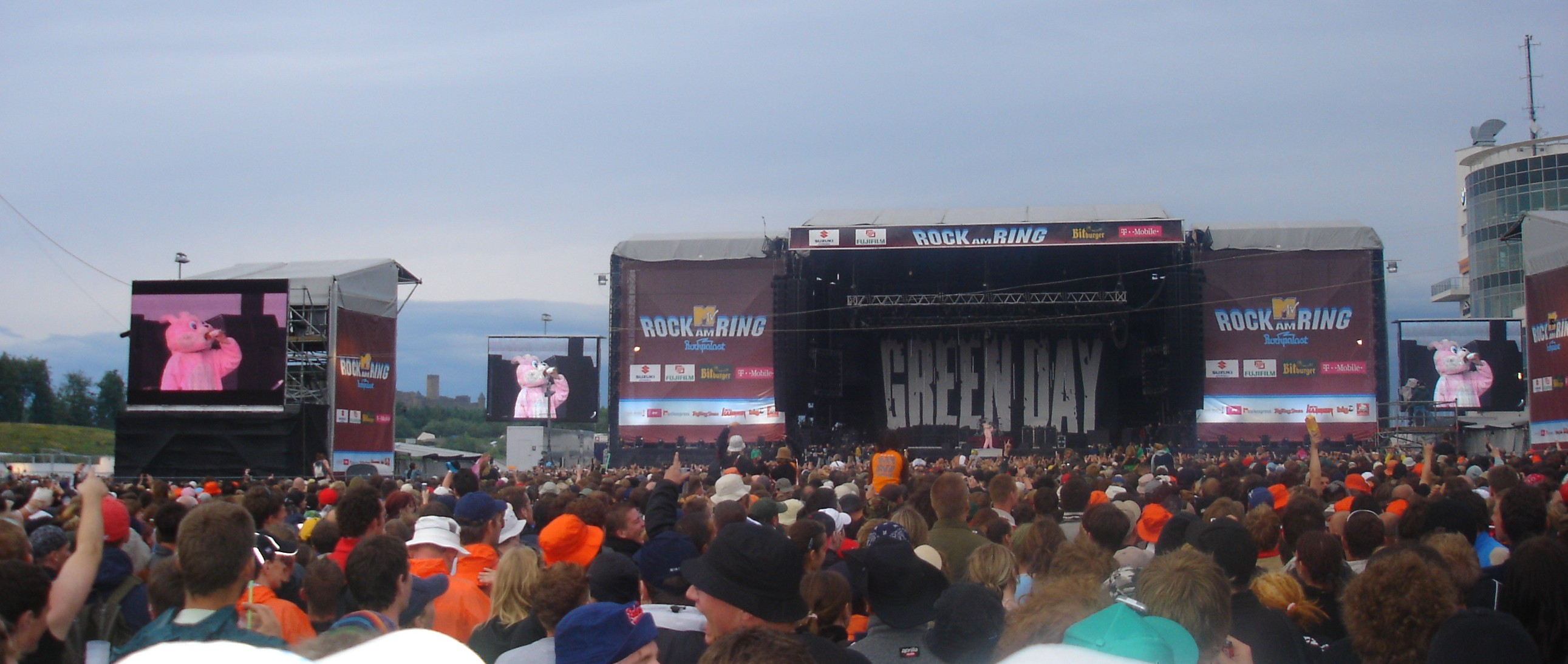
Green Day ao vivo na Alemanha durante a turnê de American Idiot

 O álbum foi anunciado como um "punk opera rock", ou mais corretamente, um álbum de conceito contando a história de personagens como "St. Jimmy", "Jesus of Suburbia" e "Whatsername". American Idiot ganhou o Grammy 2005 de "Best Rock Album" (Melhor Álbum de Rock) e a banda 'varreu' o MTV Music Awards, vencendo um total de sete dos oito prêmios no qual foram indicados, inclusive o "Viewer's Choice Award" (Prêmio Escolha do Público). Até o fim de 2005, a banda fez uma turnê de divulgação do álbum, com cerca de 150 datas — a mais longa turnê de sua carreira — em visita ao Japão, Austrália, e Reino Unido.
As gravações feitas no Milton Keynes National Bowl, em 2005, na Inglaterra, resultaram no lançamento em CD e DVD ao vivo de Bullet in a Bible, lançado em 15 de novembro do mesmo ano. Este álbum contém hits de American Idiot, bem como algumas canções de todos os seus álbuns anteriores, exceto Kerplunk e 1,039/Smoothed Out Slappy Hours. Em 10 de janeiro de 2006, a banda foi premiada com o People's Choice Awards de grupo favorito. Em 2006, o Green Day ganhou o Grammy de "Record of the Year" (Gravação do Ano), com a canção "Boulevard of Broken Dreams", que passou 16 semanas seguidas na primeira posição na parada musical Billboard Modern Rock Tracks, um recorde que partilhava até aquele momento com Red Hot Chili Peppers, com "Scar Tissue" e "It's Been Awhile".
O grupo esteve no filme Live Freaky! Die Freaky!, junto de outras bandas punk da Bay Area, de San Francisco. O filme teve a direção de John Roecker. Nesta época, os integrantes afirmaram que a era American Idiot havia acabado. Ainda em 2006, em parceria com o U2, fizeram uma apresentação juntos e cantaram um cover de "The Saints Are Coming", do The Skids. Todo o dinheiro arrecadado por este single foi doado para ajudar as pessoas atingidas pelo Furacão Katrina, que devastou a cidade de Nova Orleans.

### Foxboro Hot Tubs e21st Century Breakdown: 2007–2010
Em 2007, saiu um cover da canção "Working Class Hero" de John Lennon cantada pelo Green Day, essa música faz parte do álbum Instant Karma, de homenagem a John, em que participaram outros artistas como U2, Aerosmith, Black Eyed Peas, Snow Patrol, Ben Harper, Avril Lavigne, entre outros. A banda tem se envolvido em vários outros projetos de menor dimensão, no tempo após a promoção de American Idiot. No final de 2007, uma banda nova surgiu, e suas músicas foram divulgadas na Internet. Mais tarde, foi divulgado no site oficial do Green Day, que era um "projeto secreto" organizado pelo grupo, que se chama Foxboro Hot Tubs. Eles lançaram um álbum sob o nome desta banda intitulado Stop Drop and Roll!!!. Em 2008, o Foxboro Hot Tubs fez uma mini-turnê para promover o lançamento, atingindo pequenos estabelecimentos da Bay Area, incluindo o Stork Club, em Oakland e Toot's Tavern em Crockett, Califórnia.

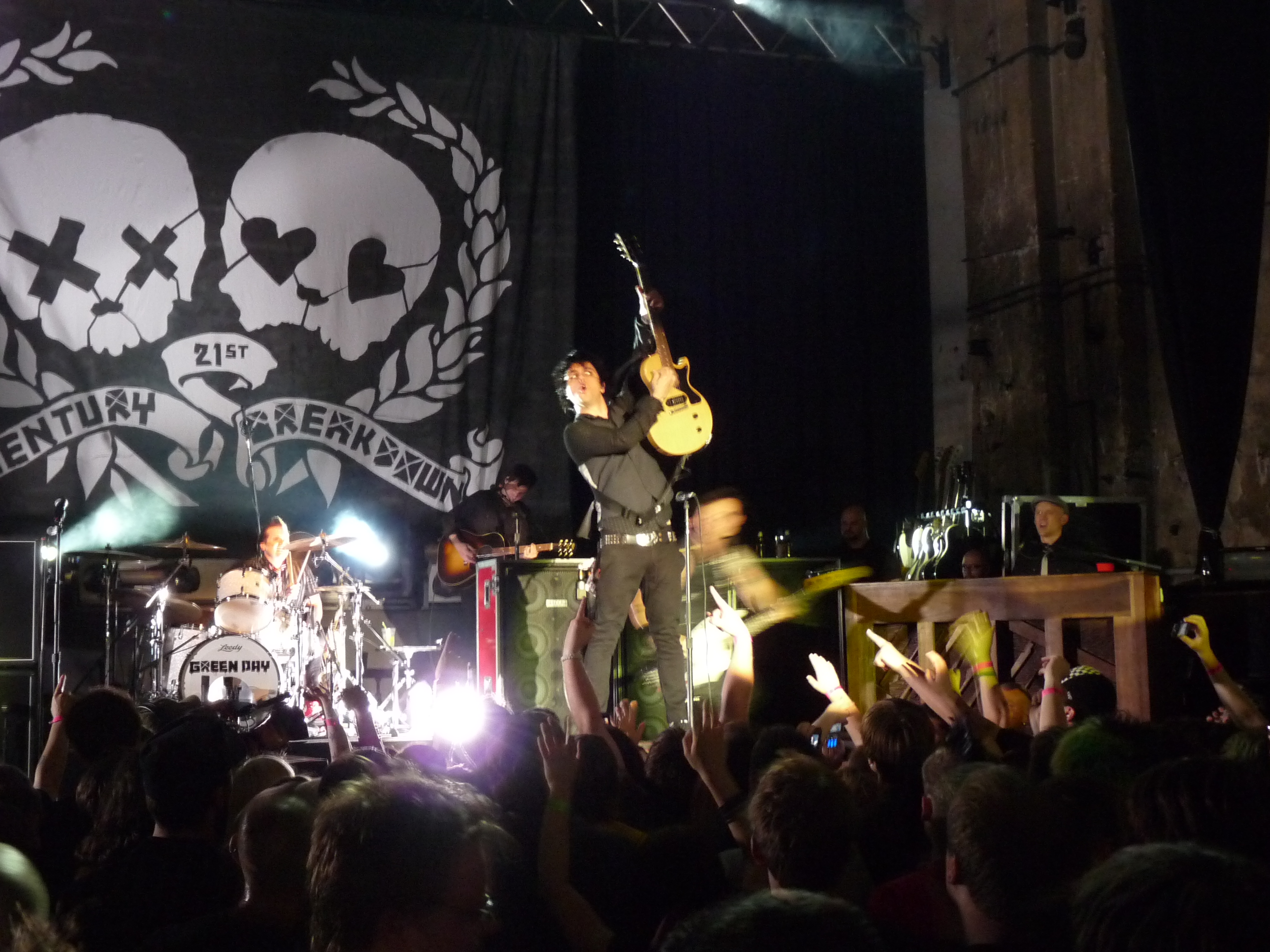
Green Day durante um show secreto no Kesselhaus, Berlim, em 7 de maio de 2009.

Em uma entrevista com Carson Daly, a vocalista do Garbage, Shirley Manson revelou que Butch Vig estaria produzindo o próximo álbum do Green Day. O período de quase cinco anos entre American Idiot e 21st Century Breakdown foi o maior intervalo entre os álbuns de estúdio da carreira do grupo. A banda começou a trabalhar em um material novo em janeiro de 2006. Em outubro de 2007, Armstrong tinha 45 canções escritas, mas a banda ainda não mostrava sinais de progresso até outubro de 2008, quando um vídeo do grupo gravando com o produtor Butch Vig no estúdio foi postado no YouTube. Dois vídeos mostrando a banda no estúdio foram postados. O processo de escrita e gravação, abrangendo três anos e quatro estúdios de gravação, foi finalmente concluído em abril de 2009.
O novo álbum, intitulado 21st Century Breakdown, foi lançado mundialmente em 15 de maio de 2009, tendo recebido elogios de Krist Novoselic, da banda Nirvana. O álbum teve um recepção positiva da crítica, principalmente, obtendo uma média entre 4 e 5 estrelas. Após o lançamento, o álbum ficou em primeiro nas paradas em quatorze países diferentes, atingindo ouro ou platina em cada um. O desempenho de 21st Century Breakdown nas paradas é o melhor atingido pelo Green Day até o momento. Cinco singles foram lançados, "Know Your Enemy", "21 Guns", "East Jesus Nowhere", "21st Century Breakdown" e "Last of the American Girls", sendo que "21 Guns" também faz parte da trilha sonora do segundo filme da série de Transformers e "Know Your Enemy" é utilizada como tema de abertura do show da WWE, Friday Night SmackDown
No MTV Video Music Awards de 2009, "21 Guns" levou três prêmios, se tornando o videoclipe mais premiado da noite, junto com "Single Ladies" e "Poker Face", de Beyoncé e Lady Gaga, respectivamente. A banda também se apresentou na premiação tocando a canção "East Jesus Nowhere". Já no GRAMMY Awards, a banda levou pela segunda vez o prêmio de Best Rock Album (Melhor Álbum de Rock).

### American Idiot: O Musical: 2010
No dia 20 de Abril de 2010, American Idiot: O Musical estreou na Broadway e Green Day lançou o álbum intitulado American Idiot: The Original Broadway Cast Recording. No álbum há, também, uma canção nova, intitulada "When It's Time".
Durante os "Spike Video Game Awards", foi anunciado que o Green Day lançaria seu próprio jogo, Green Day: Rock Band, que foi lançado em Junho de 2010.
A banda comentou em entrevistas que estaria planejando lançar um novo álbum em dois anos, mas nenhuma data específica foi liberada. Eles disseram que vêm escrevendo novas canções. Tanto, que em um show em um bar conhecido da banda, lançaram uma setlist repleta de novas músicas (em torno de umas 15). Em uma entrevista com a revista Kerrang, Armstrong comentou sobre o possível novo álbum: "Nós gravamos algumas demos em Berlin, Stockholm, Glasgow e algumas em Amsterdam." Algumas das possíveis músicas do novo CD já foram tocadas em alguns shows, como "Cigarettes and Valentines" e "Olivia", mas ainda não há uma certeza. Há também outras músicas, como Amy (que é uma homenagem à cantora Amy Winehouse), mas como citado antes, nada confirmado.
No dia 17 de Dezembro de 2010, foi anunciado um novo CD/DVD ao vivo chamado Awesome As Fuck. O disco foi lançado no dia 15 de Março de 2011. O CD contém gravações de performances da banda em vários países por onde passaram com a 21st Century Breakdown Tour. O DVD é uma seleção de faixas de dois shows seguidos no Japão.

### ¡Uno! ¡Dos! ¡Tré!: 2011-2012

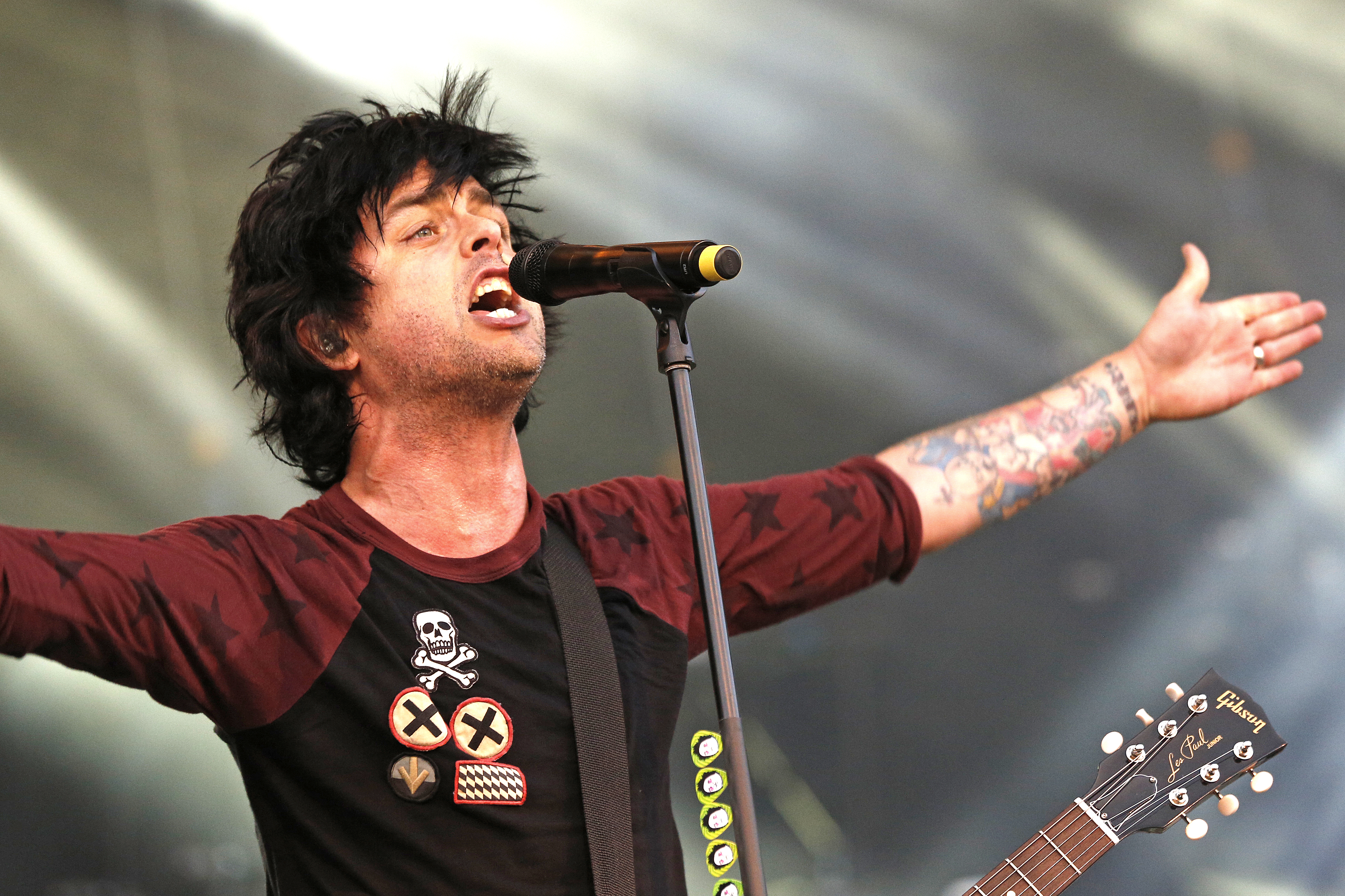
Billie Joe Armstrong na 99 Revolutions Tour em 2013

Em sua conta pessoal do Twitter, no dia 15 de Fevereiro de 2012, Billie Joe Armstrong anunciou o início das gravações do nono álbum de estúdio da banda, mas ainda sem dar nenhuma data para o lançamento.
Billie Joe Armstrong, anunciou oficialmente no seu Twitter que a banda iria lançar não apenas um, mas três álbuns, a trilogia teve os nomes de ¡Uno!, ¡Dos!, ¡Tré!, e os discos foram lançados, respectivamente, em 25 de Setembro de 2012, 13 de Novembro de 2012 e 11 de Dezembro de 2012. Entretanto, devido à condição de saúde de Billie Joe Armstrong, o lançamento oficial do álbum ¡Tré! foi antecipado para 11 de dezembro de 2012, para compensar o cancelamento em massa de concertos.
Fontes próximas da banda garantem os regressos aos Palcos já em Março de 2013, visto a condição de saúde de Billie se encontrar já reposta, tendo ele terminado a reabilitação a 7 de Janeiro de 2013, conforme anunciado pelo próprio na página oficial no Pinterest. Em 2014 a banda anunciou que lançaria uma coletânea chamada de "Demolicious" com demos da trilogia incluindo uma versão acústica de "Stay the Night" e uma música inédita até então, "State of Shock". Demolicious foi lançado para a Record Store Day no dia 19 de abril de 2014.

### Rock and Roll Hall of Fame: 2015
O Green Day foi introduzido ao Rock and Roll Hall of Fame em 18 de abril de 2015, durante uma cerimônia realizada no Public Hall, em Cleveland, Ohio. A banda foi homenageada no seu primeiro ano de elegibilidade, conforme as regras da instituição, que exigem um intervalo de 25 anos desde o lançamento do primeiro trabalho oficial de um artista ou grupo.
A introdução do Green Day foi realizada pela banda Fall Out Boy, que citou o impacto do grupo na formação de uma nova geração de músicos do rock alternativo. Em seu discurso de agradecimento, Billie Joe Armstrong destacou a importância da cena punk underground de onde a banda surgiu, além de agradecer aos fãs e colaboradores que contribuíram para a trajetória do grupo.
O reconhecimento no Hall da Fama foi amplamente considerado um marco para o punk rock contemporâneo, e reafirmou o papel do Green Day como uma das bandas mais influentes do gênero desde os anos 1990.

### Revolution Radio: 2016
Revolution Radio é o décimo segundo álbum de estúdio da banda norte-americana de punk rock Green Day, lançado oficialmente em 7 de outubro de 2016, pelo selo Reprise Records. O álbum marcou o retorno da banda após uma breve pausa e foi o primeiro trabalho autogravado desde Warning (2000), com produção assinada pelos próprios integrantes.
Gravado entre janeiro e julho de 2016, Revolution Radio foi concebido em meio a um clima político conturbado nos Estados Unidos, refletindo temas como violência armada, alienação, revolta social e conflitos internos. Musicalmente, o álbum retorna a uma sonoridade mais direta e crua, combinando elementos do punk rock com influências de arena rock e rock alternativo.
O disco recebeu críticas geralmente favoráveis da imprensa especializada, que destacou a energia renovada da banda e o tom mais maduro das composições. Revolution Radio estreou no topo da Billboard 200, tornando-se o terceiro álbum consecutivo do Green Day a alcançar a primeira posição nos Estados Unidos.

#### Singles
O álbum contou com o lançamento de quatro singles principais:
- "Bang Bang" – Lançado em 11 de agosto de 2016 como o primeiro single, "Bang Bang" aborda o tema da violência armada e a obsessão da mídia com atiradores em massa. A música foi bem recebida pelo público e alcançou o topo da Billboard Mainstream Rock Songs.
- "Revolution Radio" – Faixa-título e segundo single, foi lançada em 12 de setembro de 2016. A canção mistura crítica social com uma pegada sonora mais próxima do punk tradicional, sendo elogiada por sua energia e letras provocativas.
- "Still Breathing" – Lançada em 11 de novembro de 2016, essa balada emocional com temática de superação e resiliência se tornou um dos maiores sucessos do álbum, alcançando o primeiro lugar nas paradas de rock nos Estados Unidos.
- "Troubled Times" – Lançado como single promocional em 16 de janeiro de 2017, a música ganhou destaque por seu teor político explícito, especialmente após o lançamento de um videoclipe crítico ao governo de Donald Trump, coincidindo com a data da posse presidencial.

Além dos singles, outras faixas como "Youngblood" e "Outlaws" também receberam atenção positiva dos fãs e da crítica.

#### Recepção
Revolution Radio foi considerado um retorno à forma pelo Green Day, especialmente após a recepção dividida da trilogia ¡Uno! ¡Dos! ¡Tré! (2012). O álbum figura em diversas listas de melhores lançamentos de 2016 e consolidou a permanência da banda como uma das mais relevantes do rock moderno.

### Father of All Motherfuckers: 2020
Father of All Motherfuckers (estilizado como Father of All...) é o décimo terceiro álbum de estúdio da banda norte-americana de punk rock Green Day, lançado em 7 de fevereiro de 2020 pela Reprise Records. Com 26 minutos de duração, é o álbum de estúdio mais curto da carreira da banda.
O álbum marcou uma mudança significativa na sonoridade do Green Day, adotando uma abordagem mais voltada ao garage rock, rock alternativo e glam rock, com forte influência do soul e do pop dos anos 1960 e 1970. Diferente dos álbuns anteriores com temáticas políticas ou introspectivas, Father of All... apresenta letras mais leves, centradas em festas, rebeldia e escapismo. A banda declarou que o álbum foi uma forma de “se divertir” musicalmente, evitando o tom sério dos trabalhos anteriores.
A produção ficou a cargo de Butch Walker, em parceria com os próprios integrantes da banda. O vocal de Billie Joe Armstrong no álbum é notavelmente mais agudo, muitas vezes distorcido, contribuindo para a atmosfera garageira do disco.

#### Singles
O álbum contou com quatro singles:
- "Father of All..." – Lançado em 10 de setembro de 2019 como o single principal, a faixa-título introduziu a nova direção sonora do grupo, com batidas dançantes e um estilo vocal diferente do habitual. A música alcançou o topo da Billboard Alternative Songs.
- "Fire, Ready, Aim" – Lançada em 9 de outubro de 2019, a música foi usada como tema da temporada 2019–2020 da NHL na NBC. Com menos de dois minutos de duração, é uma faixa rápida e energética.
- "Oh Yeah!" – Terceiro single, lançado em 16 de janeiro de 2020, chamou atenção por conter um sample da canção “Do You Wanna Touch Me (Oh Yeah)” de Joan Jett (originalmente de Gary Glitter). A banda anunciou que os royalties da música seriam doados a instituições de caridade, como forma de se distanciar das controvérsias envolvendo Glitter.
- "Meet Me on the Roof" – Lançado em 7 de fevereiro de 2020, coincidindo com o lançamento do álbum. O videoclipe contou com a participação do ator Gaten Matarazzo, da série Stranger Things.

#### Recepção
Father of All Motherfuckers recebeu críticas mistas da imprensa especializada. Alguns elogiaram a disposição da banda em experimentar e fugir de fórmulas previsíveis, enquanto outros criticaram a falta de profundidade nas letras e a direção mais comercial. Ainda assim, o álbum estreou no top 10 em diversos países, incluindo o 4º lugar na Billboard 200 dos Estados Unidos e o 1º lugar no Reino Unido.
Apesar da recepção dividida, o disco representou um momento de transição e ousadia na carreira do Green Day, mostrando que a banda continua disposta a explorar novas sonoridades mais de três décadas após sua formação.

### Saviors: 2024 - atualmente
Saviors é o décimo quarto álbum de estúdio da banda norte-americana de punk rock Green Day, lançado em 19 de janeiro de 2024, pela Reprise Records. O álbum marca uma espécie de retorno às raízes sonoras e temáticas do grupo, lembrando obras anteriores como American Idiot (2004) e 21st Century Breakdown (2009), com uma abordagem politizada, crítica e energética.
Produzido por Rob Cavallo — colaborador de longa data da banda, responsável pela produção de álbuns icônicos como Dookie e American Idiot — Saviors representa uma tentativa do Green Day de recuperar sua essência punk, aliada a uma sensibilidade moderna. O disco foi amplamente promovido como uma crítica ao estado atual da sociedade, abordando temas como desinformação, desigualdade, frustração política e resistência.
Musicalmente, o álbum mistura elementos do punk rock clássico com influências de rock alternativo e power pop, trazendo de volta a estética mais crua e melódica pela qual a banda ficou conhecida.

#### Singles
O álbum foi precedido por vários singles, lançados estrategicamente para reacender o interesse do público e da crítica:
- "The American Dream Is Killing Me" – Lançado em 24 de outubro de 2023 como o primeiro single do álbum, a faixa apresenta uma crítica direta ao colapso do ideal americano. Com um videoclipe de estética apocalíptica e zumbis, a música reacendeu o tom político da banda e gerou comparações com a era American Idiot.
- "Look Ma, we have No Brains!" – Segundo single, lançado em 2 de novembro de 2023, é uma faixa rápida e debochada, com menos de dois minutos de duração. A canção satiriza a ignorância e a superficialidade da sociedade atual.
- "Dilemma" – Lançado em 7 de dezembro de 2023, o terceiro single traz um tom mais pessoal e sombrio, abordando temas como dependência e conflitos internos. A canção foi bem recebida pela crítica por sua honestidade lírica.
- "One Eyed Bastard" – Quarto single, lançado em 18 de janeiro de 2024, um dia antes do lançamento oficial do álbum. A faixa apresenta riffs marcantes e um tom irreverente, mantendo a energia clássica do Green Day.

#### Recepção
Saviors foi recebido de forma majoritariamente positiva pela crítica, que elogiou o equilíbrio entre nostalgia e relevância contemporânea. Muitos críticos destacaram o retorno do Green Day ao seu estilo mais engajado e provocador, com composições afiadas e produção vigorosa. O álbum estreou entre os mais vendidos em diversos países e foi apoiado por uma nova fase da Hella Mega Tour, junto com Weezer e Fall Out Boy.

## Influências Musicais

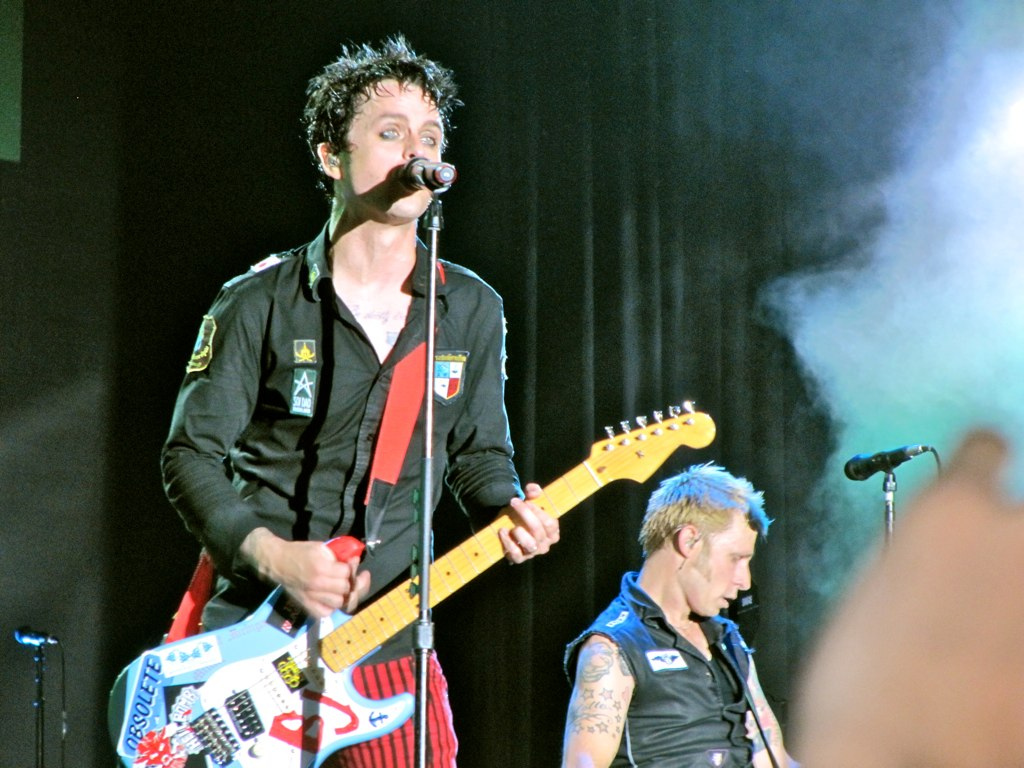
Billie Joe com sua guitarra Blue, que ganhou de sua mãe, e ao fundo Mike Dirnt em um show na Venezuela.

O som do Green Day é frequentemente comparado ao das bandas de punk rock da primeira onda, como Ramones, The Clash e Sex Pistols. A banda também é fortemente influenciada pela cena punk californiana, especialmente pelo grupo Bad Religion, cuja sonoridade melódica e engajada ajudou a moldar o estilo do trio.
O vocalista e guitarrista Billie Joe Armstrong já declarou que algumas de suas maiores influências vêm do rock alternativo dos anos 1980, destacando as bandas Hüsker Dü e The Replacements. Essas influências são particularmente perceptíveis nas progressões harmônicas e nas estruturas melódicas de diversas canções do Green Day. A admiração por Hüsker Dü foi materializada em um cover da música "Don't Want to Know If You Are Lonely", incluído como faixa bônus no single Warning (2000). Já o personagem "Mr. Whirly", citado na música "Misery" (do álbum Warning), é uma referência à faixa de mesmo nome da banda The Replacements.
Outras influências notáveis incluem bandas clássicas do rock britânico e do power pop, como Queen, The Who e Cheap Trick. Esses grupos influenciaram o lado mais teatral, harmônico e melódico do Green Day, especialmente em álbuns com ambições conceituais, como American Idiot e 21st Century Breakdown.
A banda também reconhece uma forte ligação com The Beatles, apontada como uma de suas influências mais duradouras. Billie Joe Armstrong frequentemente menciona o quanto o quarteto de Liverpool o influenciou desde a infância. O baterista Tré Cool também expressou admiração por Ringo Starr, a quem considera sua maior referência na bateria. O Green Day já prestou tributos aos Beatles em diversas ocasiões, incluindo apresentações ao lado de Paul McCartney e Ringo Starr.

## Integrantes

### Membros atuais
- Billie Joe Armstrong: vocal, guitarra (1987–presente)
- Mike Dirnt: baixo, vocal de apoio (1987–presente)
- Tré Cool: bateria, percussão, vocal de apoio (1993–presente)
- Jason White: guitarra, vocal (1999–presente)

### Membros de turnê
- Jason Freese: teclado, piano, guitarra acústica/violão, trombone, saxofone, acordeon, vocal de apoio (2003–presente)
- Kevin Preston: guitarra, Vocal de Apoio (2019-presente)

### Membros anteriores
- John Kiffmeyer: bateria, percussão, vocal de apoio (1987–1993)

### Membros de turnê anteriores
- Garth Schultz: trombone, trompete (1997–1999)
- Gabrial McNair: trombone, saxofone tenor (1999–2001)
- Kurt Lohmiller: trompete, tímpanos, percussão, vocal de apoio (1999–2004)
- Mike Pelino: guitarra rítmica, vocal de apoio (2004–2005)
- Ronnie Blake: trompete, tímpanos, percussão, vocal de apoio (2004–2005)
- Jeff Matika: guitarra, vocal de apoio (2009–2019)

## Discografia
Álbuns de estúdio
- 39/Smooth (1990)
- Kerplunk (1992)
- Dookie (1994)
- Insomniac (1995)
- Nimrod (1997)
- Warning (2000)
- American Idiot (2004)
- 21st Century Breakdown (2009)
- ¡Uno! (2012)
- ¡Dos! (2012)
- ¡Tré! (2012)
- Revolution Radio (2016)
- Father of All Motherfuckers (2020)
- Saviors (2024)